# Sauris imbecilla
Sauris imbecilla là một loài bướm đêm trong họ Geometridae.